# Campionati mondiali di sollevamento pesi 2024 - 55 kg femminile
Le gare di sollevamento pesi della categoria fino a 55 kg femminile — pesi piuma — dei campionati mondiali del 2024 si sono svolte l'8 dicembre 2024 a Manama presso il Weightlifting Marquee Venue.

## Programma
L'orario indicato corrisponde a quello bahreinita (UTC+03:00)
| Data            | Orario | Evento   |
| --------------- | ------ | -------- |
| 8 dicembre 2024 | 10:00  | Gruppo C |
| 8 dicembre 2024 | 15:00  | Gruppo B |
| 8 dicembre 2024 | 20:00  | Gruppo A |

## Medagliate
Per ciascun esercizio, le prime tre classificate sono le seguenti:
| Esercizio | Oro             | Oro    | Argento               | Argento | Bronzo                | Bronzo |
| --------- | --------------- | ------ | --------------------- | ------- | --------------------- | ------ |
| Strappo   | Kang Hyon-gyong | 100 kg | Zhang Haiqin          | 97 kg   | Chen Guan-ling        | 93 kg  |
| Slancio   | Kang Hyon-gyong | 126 kg | Alek‘sandra Grigoryan | 120 kg  | Chen Guan-ling        | 118 kg |
| Totale    | Kang Hyon-gyong | 226 kg | Chen Guan-ling        | 211 kg  | Alek‘sandra Grigoryan | 203 kg |

## Record
Prima di questa competizione, i record mondiali esistenti erano i seguenti:
| Record mondiale | Strappo | Kang Hyon-gyong | 104 kg | Tashkent, Uzbekistan | 4 febbraio 2024 |
| Record mondiale | Slancio | Kang Hyon-gyong | 131 kg | Phuket, Thailandia   | 2 aprile 2024   |
| Record mondiale | Totale  | Kang Hyon-gyong | 234 kg | Phuket, Thailandia   | 2 aprile 2024   |

## Risultati
| Pos. | Atleta                      | Gr. | Peso atleta | Strappo (kg) | Strappo (kg) | Strappo (kg) | Strappo (kg) | Slancio (kg) | Slancio (kg) | Slancio (kg) | Slancio (kg) | Totale   |
| Pos. | Atleta                      | Gr. | Peso atleta | 1            | 2            | 3            | Pos.         | 1            | 2            | 3            | Pos.         | Totale   |
| ---- | --------------------------- | --- | ----------- | ------------ | ------------ | ------------ | ------------ | ------------ | ------------ | ------------ | ------------ | -------- |
|      | Kang Hyon-gyong (PRK)       | A   | 55.00       | 96           | 100          | 102          |              | 121          | 126          | 132          |              | 226      |
|      | Chen Guan-ling (TPE)        | A   | 54.98       | 90           | 93           | 98           |              | 113          | 118          | 118          |              | 211      |
|      | Alek‘sandra Grigoryan (ARM) | A   | 54.76       | 85           | 90           | 91           | 12           | 117          | 120          | 120          |              | 205      |
| 4    | Garance Rigaud (FRA)        | A   | 54.98       | 88           | 91           | 94           | 4            | 105          | 106          | 110          | 8            | 201      |
| 5    | Onome Didih (NGR)           | B   | 54.40       | 90           | 95           | 95           | 5            | 110          | 110          | 115          | 7            | 200      |
| 6    | Olha Ivzhenko (UKR)         | A   | 55.00       | 87           | 89           | 91           | 6            | 103          | 105          | 107          | 12           | 196      |
| 7    | Rohelys Galvis (COL)        | A   | 55.00       | 88           | 92           | 92           | 7            | 108          | 111          | —            | 9            | 196      |
| 8    | Antonina Moya (COL)         | A   | 54.92       | 85           | 88           | 90           | 13           | 108          | 111          | 114          | 4            | 196      |
| 9    | Bindyarani Devi (IND)       | B   | 54.99       | 85           | 85           | 88           | 11           | 110          | 114          | 116          | 5            | 195      |
| 10   | Sei Higa (JPN)              | A   | 55.00       | 87           | 87           | 90           | 9            | 100          | 104          | 108          | 10           | 195      |
| 11   | Josée Gallant (CAN)         | B   | 54.92       | 86           | 87           | 90           | 8            | 105          | 110          | 110          | 14           | 192      |
| 12   | Hu Chia-chi (TPE)           | B   | 55.00       | 80           | 80           | 84           | 19           | 105          | 110          | 114          | 6            | 190      |
| 13   | Asia González (PUR)         | C   | 54.52       | 78           | 80           | 83           | 14           | 100          | 105          | 105          | 13           | 188      |
| 14   | Aline Facciolla (WRT)       | B   | 55.00       | 80           | 83           | 86           | 10           | 101          | 105          | 105          | 19           | 187      |
| 15   | Rebekka Tao Jacobsen (NOR)  | B   | 55.00       | 77           | 79           | 80           | 20           | 102          | 105          | 107          | 11           | 187      |
| 16   | Alba Sánchez (ESP)          | B   | 54.94       | 81           | 81           | 83           | 16           | 102          | 104          | 104          | 17           | 183      |
| 17   | Sol Anette Waaler (NOR)     | B   | 54.56       | 81           | 81           | 84           | 15           | 102          | 102          | 105          | 18           | 183      |
| 18   | Kim Ga-young (KOR)          | B   | 55.00       | 78           | 81           | 81           | 22           | 105          | 105          | 109          | 16           | 183      |
| 19   | Juliana Klarisa (INA)       | B   | 54.46       | 76           | 79           | 81           | 21           | 100          | 104          | 104          | 20           | 179      |
| 20   | Elena Tzatzollari (GRE)     | C   | 54.82       | 73           | 77           | 81           | 23           | 93           | 96           | 100          | 22           | 173      |
| 21   | Brenna Kean (AUS)           | C   | 55.00       | 74           | 74           | 74           | 25           | 98           | 103          | 103          | 21           | 172      |
| 22   | Marjia Akter Ekra (BAN)     | C   | 53.62       | 70           | 74           | 77           | 24           | 90           | 95           | 97           | 23           | 169      |
| 23   | Kim Camilleri Lagana (MLT)  | C   | 52.10       | 65           | 68           | 70           | 26           | 86           | 90           | 93           | 24           | 160      |
| 24   | Diana Brogaard (DEN)        | C   | 54.20       | 66           | 69           | 71           | 27           | 86           | 89           | 91           | 25           | 158      |
| 25   | Jurelena binti Juna (BRU)   | C   | 54.84       | 65           | 68           | 68           | 28           | 83           | 87           | 90           | 26           | 155      |
| 26   | Margarida Pontes (POR)      | C   | 54.78       | 58           | 65           | 66           | 29           | 80           | 80           | 86           | 27           | 138      |
| —    | Zhang Haiqin (CHN)          | A   | 53.90       | 93           | 97           | 101          |              | 122          | 122          | 122          | —            | —        |
| —    | Shoely Mego (PER)           | A   | 54.92       | 78           | 81           | 83           | 17           | 103          | 103          | 103          | —            | —        |
| —    | Maud Chiaulon (FRA)         | B   | 54.92       | 78           | 80           | 82           | 18           | 95           | 95           | 95           | —            | —        |
| —    | Rose Harvey (CAN)           | B   | 55.00       | 80           | 80           | 80           | —            | 105          | 108          | 109          | 15           | —        |
| —    | Liyana Safiah Sidek (BRU)   | C   | 53.64       | —            | —            | —            | —            | —            | —            | —            | —            | —        |
| —    | Winnifred Ntumi (GHA)       | C   | ritirata    | ritirata     | ritirata     | ritirata     | ritirata     | ritirata     | ritirata     | ritirata     | ritirata     | ritirata |